# Tarzan et les Hommes-fourmis
Tarzan et les Hommes-fourmis (Tarzan and the Ant Men) est un roman de l'écrivain américain Edgar Rice Burroughs, le dixième livre de sa série sur le héros Tarzan. Il a d'abord été publié sous forme de roman-feuilleton en sept parties dans le magazine Argosy All-Story Weekly entre le 2 février et le 15 mars 1924. Il a été ensuite publié sous forme de roman par A. C. McClurg en septembre 1924.
Dans le livre Master of Adventure: The Worlds of Edgar Rice Burroughs, Richard A. Lupoff place Tarzan et les Hommes-fourmis dans sa liste des romans essentiels de Burroughs et déclare qu'il représente l'apogée du pouvoir de création de Burroughs.

## Résumé
Tarzan, le roi de la jungle, entre dans un pays isolé appelé Minuni, habité par un peuple quatre fois plus petit que lui-même, les Minuniens, qui vivent dans de magnifiques cités-états qui se font souvent la guerre les unes contre les autres.
Tarzan se lie d'amitié avec le roi Adendrohahkis et le prince Komodoflorensal d'une ville-état appelée Trohanadalmakus, et se joint à eux dans la guerre contre les assauts de l'armée de Veltopismakus, leurs belliqueux voisins.
Il est capturé sur le champ de bataille et fait prisonnier par les Veltopismakusiens. Le savant Zoanthrohago mène une expérience visant à le réduire à la taille d'un Minunien, et l'homme-singe est emprisonné et asservi parmi les autres prisonniers de guerre Trohanadalmakusiens. Il rencontre Komodoflorensal dans les cachots de Veltopismakus, et ensemble, ils sont capables de réaliser une évasion audacieuse.
L'acteur espagnol ressemblant à Tarzan, Esteban Miranda, qui avait été emprisonné dans le village de Obebe à la fin du roman précédent, Tarzan et le Lion d'Or, apparaît également dans cette aventure.

## Principaux thèmes
Le point de vue de Burrough sur ce qu'est une relation naturelle entre les sexes est parfaitement illustré par un deuxième fil narratif dans le roman, celui où Alali ou les Zertalacolols, un peuple matriarcal comme les singes vivant dans les forêts épineuses qui isolent Minuni du reste de l'univers. Lorsque les hommes Alali asservis et persécutés voient que Tarzan est aussi un homme et est bien plus fort et plus formidable que toutes femmes Alalis, ils entrent en guerre contre les femmes, et par le meurtre ou la mutilation de plusieurs d'entre elles, les asservissent. Quand Tarzan, vers la fin du roman, rencontre à nouveau les Alalis, les femmes sont soumises et obéissent à leurs camarades et préfèrent que cela soit ainsi.

Les cités-états des Minuniens et leurs politiques rappellent fortement celles de Barsoom. Ils partagent également la philosophie de la guerre perpétuelle de Barsoom, une situation bonne et louable, comme illustré par les mots de Gefasto, le Commandant en Chef des forces armées Veltopismakusiennes :
Nous devons avoir la guerre. Comme nous l'avons constaté, il n'y a pas de bonheur durable dans la paix et la vertu, laissez-nous avoir une petite guerre et un petit péché. Un pudding seul est écœurant - il doit être assaisonné, il doit être épicé, et avant que nous puissions en profiter en le mangeant, nous devons lutter pour ça. La guerre et le travail, les deux choses du plus mauvais goût dans le monde, sont, néanmoins, les plus essentielles pour le bonheur et l'existence d'un peuple. La paix réduit la nécessité du travail et induit la paresse. La guerre oblige à travailler et ses ravages peuvent être effacés. La paix nous transforme en gros vers. La guerre fait de nous des hommes.

## Importance
Tarzan et les Hommes-fourmis marque la fin d'une séquence qui a commencé avec Tarzan l'Indomptable et a continué dans Tarzan dans la préhistoire et Tarzan et le Lion d'or dans lesquels le sens de l'imagination et de la narration de Burroughs atteignent leur apogée, et est généralement considéré comme un point culminant de la série.
Le roman est aussi le dernier de la série à se concentrer principalement sur les propres affaires de Tarzan et à systématiquement présenter les coutumes locales et les personnages secondaires des premiers romans. Plus tard, les romans de Burroughs abandonnent en grande partie l'utilisation de tels personnages importants comme Jane et Korak, ainsi que la base familière de la propriété africaine de Tarzan. Les anciens personnages clés sont de retour seulement de temps en temps ; Jane, La de Opar et Paul d'Arnot réapparaissent une fois, alors que les Waziri ou Jad-bal-ja le lion d'or ne sont intégrés au récit que si Tarzan est en situation délicate. L'Homme-singe devient un aventurier sans racines intervenant dans les affaires d'une galerie de personnages secondaires sans fin dont les objectifs et les enchevêtrements sont désormais à la base des récits des romans. Ce changement dans le scénario-type avait d'abord été pressenti par l'introduction de personnages secondaires forts dès Tarzan l'Indomptable ; après Tarzan et les Hommes-fourmis, c'est devenu dominant.